# Степні Шихазани
Степні́ Шихаза́ни (рос. Степные Шихазаны, чув. Хирти Шăхасан) — присілок у складі Комсомольського району Чувашії, Росія. Входить до складу Новочелни-Сюрбеєвського сільського поселення.
Населення — 254 особи (2010; 262 у 2002).
Національний склад:
- чуваші — 100 %